# Santiago Emanuel González
Santiago Emanuel González (San Martín, Argentina; 25 de julio de 1999)es un futbolista argentino. Juega como extremo y su equipo actual es el Sporting Cristal de la Liga 1 del Perú.

## Trayectoria

### Inferiores
Surgido de las inferiores del Deportivo Guaymallén, en 2016 hizo su debut en el primer equipo disputando el Torneo Federal C 2016, para posteriormente pasar a Deportivo Rodeo del Medio con el que disputó el Torneo Federal B en las ediciones 2016 y 2017.

### Deportivo Maipú
En 2017, Deportivo Maipú puso sus ojos en él y lo contrató para disputar el Torneo Federal A 2016-17 donde el jugador causó buenas impresiones (golazos realizados ante Gutiérrez SC por el torneo regular y por Copa Argentina uno hecho ante Gimnasia de Mendoza, sumado a su buena performance ante Chacarita Juniors) que lo llevaron a ser observado por equipos de la Primera División de Argentina como Boca Juniors, Godoy Cruz Antonio Tomba, Rosario Central y San Lorenzo de Almagro, entre otros, y del exterior. Jugó en total 29 partidos y marcó 11 goles.

### San Lorenzo de Almagro, Nueva Chicago, Gimnasia de Mendoza y Maipú
En mayo de 2018, fue traspasado a San Lorenzo de Almagro para jugar en la Primera División de Argentina a cambio de 65 mil dólares por el 80% de su pase.
Tras no ser tenido en cuenta en el Cuervo y solo disputar algunos encuentros de Reserva, en junio de 2019 fue cedido al Club Atlético Nueva Chicago para disputar la Primera Nacional 2019-20. Seis meses después, tras jugar pocos partidos en el Torito, decidió volver a su provincia y jugar para el Gimnasia y Esgrima de Mendoza. Y volvería para jugar en el Deportivo Maipú en 2021 hasta 2023 marcando un total 20 goles.

### Sporting Cristal
Fue fichado por el club peruano Sporting Cristal de la Liga 1 donde debutó ante el ADT el 27 de enero de 2024 y anotó un gol al minuto 68 en la victoria por 6-2, siendo reemplazado en el minuto 83 por Diego Otoya. Sería un jugador clave en el Apertura y Clausura, marcando 14 goles y 23 asistencias y clasificando al club a la Copa Libertadores 2025.

## Estadísticas
Actualizado al último partido disputado el 12 de mayo de 2024.
| Deportivo Guaymallén Argentina                                                                   |               |               |     |    |   |   |   |    |     |      |      |
| 5.ª                                                                                              | 2016          | ?             | ?   | —  | — | — | — | ?  | ?   | ?    |      |
| Total club                                                                                       | Total club    | 0             | 0   | 0  | 0 | 0 | 0 | 0  | 0   | 0,00 |      |
| Deportivo Rodeo del Medio Argentina                                                              |               |               |     |    |   |   |   |    |     |      |      |
| 4.ª                                                                                              | 2016-17       | 5             | 5   | —  | — | — | — | 5  | 5   | 1,00 |      |
| Total club                                                                                       | Total club    | 5             | 5   | 0  | 0 | 0 | 0 | 5  | 5   | 1,00 |      |
| Deportivo Maipú Argentina                                                                        |               |               |     |    |   |   |   |    |     |      |      |
| 3.ª                                                                                              | 2017-18       | 24            | 8   | 5  | 3 | — | — | 29 | 11  | 0,38 |      |
| Total club                                                                                       | Total club    | 24            | 8   | 5  | 3 | 0 | 0 | 29 | 11  | 0,38 |      |
| San Lorenzo de Almagro Argentina                                                                 |               |               |     |    |   |   |   |    |     |      |      |
| 1.ª                                                                                              | 2018-19       | 0             | 0   | 0  | 0 | — | — | 0  | 0   | 0,00 |      |
| Total club                                                                                       | Total club    | 0             | 0   | 0  | 0 | 0 | 0 | 0  | 0   | 0,00 |      |
| Nueva Chicago Argentina                                                                          |               |               |     |    |   |   |   |    |     |      |      |
| 2.ª                                                                                              | 2019-20       | 11            | 0   | —  | — | — | — | 11 | 0   | 0,00 |      |
| Total club                                                                                       | Total club    | 11            | 0   | 0  | 0 | 0 | 0 | 11 | 0   | 0,00 |      |
| Gimnasia (M) Argentina                                                                           |               |               |     |    |   |   |   |    |     |      |      |
| 2.ª                                                                                              | 2019-20       | 4             | 0   | —  | — | — | — | 4  | 0   | 0,00 |      |
| 2.ª                                                                                              | 2020          | 8             | 1   | —  | — | — | — | 8  | 1   | 0,13 |      |
| 2.ª                                                                                              | 2021          | 12            | 1   | —  | — | — | — | 12 | 1   | 0,08 |      |
| Total club                                                                                       | Total club    | 24            | 2   | 0  | 0 | 0 | 0 | 24 | 2   | 0,09 |      |
| Deportivo Maipú Argentina                                                                        | 2.ª           | 2021          | 18  | 4  | — | — | — | —  | 18  | 4    | 0,22 |
| Deportivo Maipú Argentina                                                                        | 2.ª           | 2022          | 35  | 0  | — | — | — | —  | 35  | 0    | 0,00 |
| Deportivo Maipú Argentina                                                                        | 2.ª           | 2023          | 38  | 8  | — | — | — | —  | 38  | 8    | 0,21 |
| Deportivo Maipú Argentina                                                                        | Total club    | Total club    | 91  | 12 | 0 | 0 | 0 | 0  | 91  | 12   | 0,13 |
| Sporting Cristal · Perú                                                                          |               |               |     |    |   |   |   |    |     |      |      |
| 1.ª                                                                                              | 2024          | 34            | 14  | —  | — | 2 | 0 | 36 | 14  | 0,39 |      |
| 1.ª                                                                                              | 2025          | 8             | 2   | 0  | 0 | 3 | 1 | 11 | 3   |      |      |
| Total club                                                                                       | Total club    | 42            | 16  | 0  | 0 | 5 | 1 | 47 | 17  | 0,39 |      |
| Total carrera                                                                                    | Total carrera | Total carrera | 198 | 43 | 5 | 3 | 5 | 1  | 208 | 47   | 0,27 |
| (1) Incluye datos de Copa Argentina. (2) Incluye datos de Copa Libertadores y Copa Sudamericana. |               |               |     |    |   |   |   |    |     |      |      |